# Nuovo Trasporto Viaggiatori
Italo - Nuovo Trasporto Viaggiatori is een particuliere Italiaanse hogesnelheidstreinexploitant. De maatschappij werkt op basis van het open access-model, en is de eerste open access-hogesnelheidstreinexploitant in Europa. NTV werd opgericht door vier Italiaanse zakenlieden (onder wie Luca Cordero di Montezemolo) om te concurreren met Trenitalia.
NTV rijdt sinds 28 april 2012 onder de naam .italo.
Tot 2015 waren 20% van de aandelen van NTV in eigendom van het Franse nationale spoorwegbedrijf SNCF. Het Amerikaanse infrastructuurfonds Global Infrastructure Partners nam in februari 2018 voor 2,4 miljard euro Italo over. De Amerikanen hoopten met de opgedane ervaringen in Italië ook in andere EU-landen snelle treindiensten te kunnen gaan exploiteren.

## Treinstellen
Op 17 januari 2008 werd er aangekondigd dat er bij het Franse Alstom een bestelling voor 25 AGV-hogesnelheidstreinen geplaatst was.
Door Alstom werden 17 treinstellen in La Rochelle (Frankrijk) en 8 treinstellen in Savigliano (Italië) gebouwd. De orderkosten bedroegen 650 miljoen euro, 26 miljoen euro per trein. Op 30 november 2011 werd het laatste treinstel in de werkplaats te Savigliano aan Nuovo Trasporto Viaggiatori overgedragen. In 2015 werden er 8 treinstellen besteld. Deze zullen in 2017 gaan rijden.

## Comfortklassen
Italo werkt met 4 comfort-klassen van goedkoop naar duur.
- Smart (wat gelijk staat aan 2e klas 2+2-opstelling)
- Comfort (wat gelijk staat aan 1e klas, 2+1-opstelling)
- Prima (1e klas met gratis welkomstsnack en -drankje)
- Club Executive (business class met fauteuils, gratis maaltijden en toegang tot de Club-Lounge op een aantal grotere stations langs de route).

Club-Executive heeft ook een ruimte (Salotto) die tegen betaling van een afstandsafhankelijke toeslag voor maximaal 4 samenreizenden afgehuurd kan worden. Met minder reizigers de ruimte huren kan ook, mits het flextarief (met toeslag voor 4 reizigers betaald wordt).

## Tarieven
Italo werkt met 3 tariefsoorten:
- Low Cost: goedkoopst; na boeking niet annuleerbaar, omwisselen voor andere trein tegen bijbetaling van 50% van de ritprijs. Treinticket aan een ander overdragen kan voor vertrek tegen € 1,00 bijbetaling.
- Economy: Voor vertrek annuleerbaar met inhouding van 40% van de ritprijs, veranderen van reismoment tegen 20% kosten, gratis overdraagbaar.
- Flex: Voor vertrek gratis omruilen of overdragen op andere reiziger, 20% kosten bij annuleren.

Low-Cost is voor Club Executive niet verkrijgbaar. Salotto is alleen bij gebruik van het Flex-tarief toegankelijk.
Annuleren kan tot 3 minuten voor vertrek; omwisselen voor een andere trein kan tot 2 uur na vertrek van de oorspronkelijk-geboekte trein.

## Lijndiensten
NTV rijdt op de volgende lijnen:

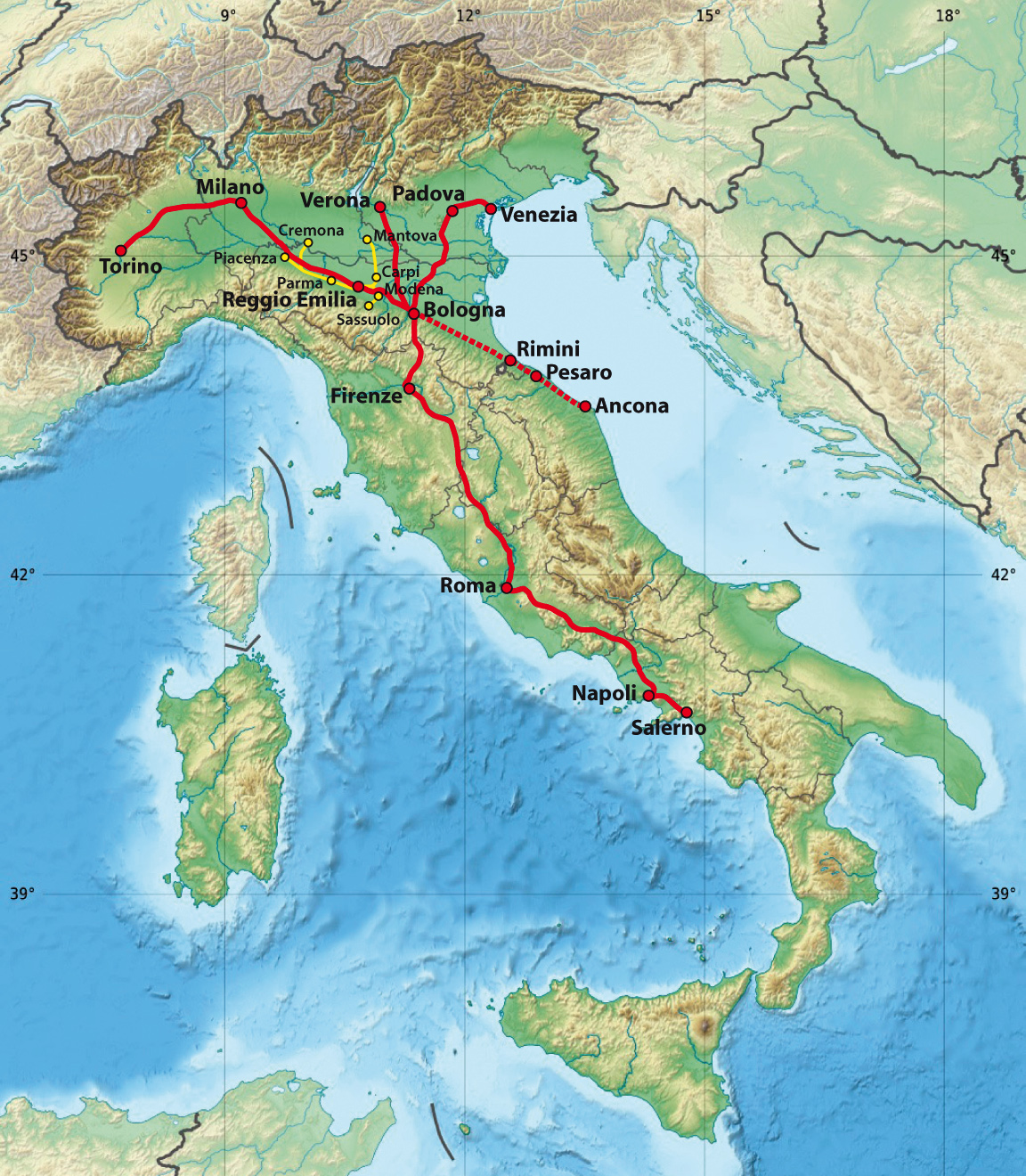
Het netwerk van .italo, de treindienst van NTV.

- Turijn - Milaan - Bologna - Florence - Rome - Napels - Salerno - Agropoli Castellabate - Vallo della Lucania - Sapri - Maratea - Scalea - Paola - Lamezia Terme - Vibo Pizzo - Rosarno - Villa San Giovanni - Reggio Calabria
- Venetië - Padua - Ferrara - Bologna - Florence - Rome - Napels - Salerno
- Brescia - Verona - Bologna - Florence - Rome - Napels - Salerno
- Turijn - Milaan - Brescia - Verona - Vicenza - Padua - Venetië
- Bolzano - Trento - Verona - Bologna - Florence - Rome
- Bergamo - Brescia - Verona - Bologna - Florence - Rome - Napels
- Napels - Rome - Florence - Bologna - Ferrara - Padua - Venetië - Treviso - Conegliano - Pordenone - Udine
- Milaan - Bologna - Rimini - Riccione - Pesaro - Ancona
- Napels – Rome – Florence – Forlì – Cesena – Rimini – Riccione – Cattolica – Pesaro
- Turijn - Milaan - Reggio Emilia - Bologna - Florence - Rome - Caserta - Benevento - Foggia - Barletta - Trani – Bisceglie – Molfetta - Bari
- Napels - Rome - Florence - Bologna - Rovigo - Padua - Venetië - Portogruaro - Latisana - Monfalcone - Triëste

De diensten maken gebruik van TAV-lijnen.

## Reizigersaantallen
NTV gaf op 1 oktober 2012, ruim vijf maanden na de start van zijn diensten, tot dan toe 912.580 passagiers te hebben vervoerd. In augustus van dat jaar waren ongeveer 50% van het aantal stoelkilometers bezet.